# Alejandro Marmo
Alejandro Marmo (Caseros, Partido de Tres de Febrero, Buenos Aires; 19 de febrero de 1971) es un artista plástico argentino. Es el creador del proyecto "Arte en las Fábricas" con el que llevó el arte a espacios productivos de trabajo y es el autor de los dos murales gigantes de Evita de las fachadas del edificio del ministerio de Desarrollo Social, sobre la Avenida 9 de Julio.
Nació el 19 de febrero de 1971 en el seno de una familia de inmigrantes conformada por su padre italiano y su madre griega, descendiente de armenios. En sus primeros años de vida, en la herrería de su padre, se fue gestando el gusto por el arte que desarrollaría con continuidad y de forma autodidacta a partir de los 20 años.

## Murales de Evita
Alejandro Marmo es el autor de las dos figuras de Evita emplazadas en las fachadas norte y sur del ex edificio de Obras Públicas actual edificio del Ministerio de Salud y Desarrollo Social ubicado en la Avenida 9 de Julio entre Moreno e Independencia. Son dos figuras de acero corten de 31x24 metros que suman 14 toneladas. La obra se propone reivindicar la figura de Evita como ícono cultural y de identidad nacional.
La idea nació en el 2006 con el nombre "Sueños de Victoria" en el marco del proyecto "Arte en las Fábricas". 
En 2010 la presidenta Cristina Fernández de Kirchner lo oficializó al incorporarlo como intervención artística en el decreto 329/10 que declaró a Eva Perón Mujer del Bicentenario, reconociendo la idea de Marmo.  
En la actualidad, también en el marco del proyecto "Arte en las Fábricas" y con la participación de personas con dificultad de integración, se instalan réplicas a escala del mural de Evita.
Desde entonces, son numerosas las réplicas de los murales de Evita inauguradas en distintas ciudades del país, desde Los Toldos, en la casa natal de Eva, hasta en el barrio Padre Mugica (ex Villa 31), en el barrio Padre Ricciardelli (ex Villa 1-11-14),  en la Estación José León Suárez y en la fachada del Hospital Nacional Profesor Alejandro Posadas, en El Palomar, Provincia de Buenos Aires. 
A propósito del centenario del nacimiento de Eva, en 2019, la réplica llegó al museo Evita en CABA.
En los primeros días de enero de 2020, una réplica a escala fue instalada en la fachada del Hospital Nacional Profesor Alejandro Posadas, ubicado en El Palomar, Provincia de Buenos Aires.
En 2021, se instaló la Evita más austral de la Argentina, la “Evita del fin del mundo” en la ciudad de Ushuaia, Tierra del Fuego. 

## Trabajo con el Papa Francisco
Alejandro Marmo fue recibido en diversas oportunidades por el Papa Francisco en audiencia privada en la residencia de Santa Marta, en la Ciudad del Vaticano. La más reciente, a finales de febrero de 2020. 
En los distintas reuniones que mantuvieron en el Vaticano, Marmo y el Sumo Pontífice abordaron, entre otros temas, los avances del proyecto "La Simbología de la Iglesia que mira al Sur", impulsado por el artista con el apoyo del Papa Francisco, a través del cual se instalan obras realizadas con participación colectiva que representan advocaciones populares de la fe. 
En el marco de esta iniciativa, en noviembre de 2014 Marmo instaló dos esculturas en los Museos Vaticanos (Roma). Se trata de una Virgen de Luján y el Cristo Obrero. 
La cercana relación del escultor y el Papa Francisco se inició años atrás en la Argentina, cuando Jorge Bergoglio era Arzobispo de Buenos Aires, como consecuencia de haber compartido una serie de trabajos vinculados al arte y a la integración. 
En cuanto a los trabajos desarrollados en Buenos Aires, cuando Jorge Bergoglio era Arzobispo de Buenos Aires, se destaca el "Cristo Obrero de los Trabajadores" emplazado en la Parroquia Cristo Obrero y San Blas de Villa Soldati. 
Realizado con rezagos industriales sobre durmientes de trenes, fue construida con la participación de obreros de una fábrica de Vicente López. El Cardenal Jorge Bergoglio visitó a los trabajadores durante el proceso de construcción y extendió su bendición al proyecto "Arte en las Fábricas". La obra fue inaugurada por él, el 1º de mayo del año 2011 en medio de una gran fiesta popular en la parroquia de Villa Soldati.
A su vez, en noviembre de 2012 el Cardenal Bergoglio dirigió las palabras de apertura en la muestra "Evita, el Cristo Obrero y los Caballos de Polo" del artista Alejandro Marmo en el pabellón de Bellas Artes de la Universidad Católica Argentina. Se trató de la primera visita del Cardenal a dicho pabellón desde su inauguración en 2003. La muestra tuvo como premisa unir creencias y diversidades, y construir puentes entre distintas culturas.
En diciembre de 2012 Marmo le presentó al Cardenal Bergoglio un proyecto para emplazar dos cruces en la ciudad de Luján. Una de ellas, el Cristo Obrero Solidario, construido con rezagos de la inundación que afectó a la ciudad en dicho año, es una obra de 2 metros que será emplazada en las cercanías de la Basílica y simboliza la transformación de la tragedia de la catástrofe natural en fe y solidaridad.
Otro de los proyectos es el Cristo Obrero de la Fe, de 18 metros, construido con trabajadores y la comunidad de Luján, que será instalado en las inmediaciones de la rotonda de la entrada de la ciudad. Construido con hierro de fábricas recuperadas del Conurbano bonaerense, dejará testimonio de la fe del nuevo siglo.
El 1º de diciembre de 2015 Alejandro Marmo presentó en los Museos Vaticanos el libro “La mia idea di arte”, las primeras expresiones escritas del Papa Francisco sobre el rol del arte,  editado por la casa Mondadori y los Museos Vaticanos. La presentación estuvo presidida por el director de dichos museos, Antonio Paolucci.
El libro refleja la particular concepción del arte del Santo Padre, ilustrado con una suerte de galería ideal con solo diez ejemplos, entre ellos el Cristo Obrero y la Virgen de Luján, esculturas realizadas por Alejandro Marmo, emplazadas en los Museos Vaticanos. 
A su vez, el artista fue el encargado de realizar la escultura alegórica al diálogo interreligioso que el presidente Mauricio Macri le entregó como regalo al Santo Padre en su visita privada en octubre de 2016. 

### Simbología de la Iglesia que mira al Sur
Con la anuencia del Papa Francisco, Alejandro Marmo impulsó el proyecto "La simbología de la Iglesia que mira al Sur" mediante el cual se propone instalar en distintos puntos de América Latina obras de arte que representen advocaciones populares de la fe. 
La máxima apuesta de este proyecto, se concreta en noviembre de 2014 con la instalación en los Museos Vaticanos de dos obras desarrolladas por Marmo en Roma con participación colectiva. Se trata de La Virgen de Luján y una escultura de la serie "Cristo Obrero", ambas obras fueron incorporadas al patrimonio de los Museos Vaticanos y fueron instaladas en los jardines de dicha institución. 
En lo que se refiere a la serie "Cristo Obrero", la misma se inició en 2011 con la inauguración del "Cristo Obrero de los Trabajadores" en la Iglesia Cristo Obrero y San Blas de Villa Soldati, con la bendición del cardenal Jorge Bergoglio. 
En 2012 construyó el "Cristo Obrero de Arte en las Fábricas", emplazado en la parroquia de Carupá (Partido de Tigre).
En diciembre de 2013 inauguró en el Congreso de la Nación Argentina un parque de esculturas con obras representativas de la identidad nacional, entre ellas la Virgen de Luján, una imagen de 3 metros construida con rezagos fabriles. 
En enero de 2014 el proyecto cruzó las fronteras por primera vez. En la ciudad de Talca (Chile), Alejandro Marmo inauguró una obra de su serie “Cristo Obrero” en el Estadio Fiscal del club Rangers de Talca, con el objetivo de dejar un mensaje de paz que contrarreste la violencia deportiva. 
La escultura fue realizada en conjunto por jugadores y trabajadores del club bajo la dirección de Marmo. Se trata de una obra realizada en hierro con restos del viejo estadio de la ciudad, una de las más castigadas por el terremoto que sacudió a Chile en 2010.
En abril de 2014 inauguró en el Camino de la Ribera, en el Partido de Avellaneda, el "Cristo Obrero del Riachuelo".
En mayo de 2014 inauguró el mural de hierro del Padre Carlos Mugica sobre la Avenida 9 de Julio, en la plaza de la Unión Europea -en la intersección con Arroyo- al cumplirse 40 años del asesinato del cura villero.
En diciembre de 2015 Alejandro Marmo presentó en los Museos Vaticanos el libro “La mia idea di arte”, las primeras expresiones escritas del Papa Francisco sobre el rol del arte,  editado por la casa Mondadori y los Museos Vaticanos. El libro refleja la particular concepción del arte del Santo Padre, ilustrado con una suerte de galería ideal con solo diez ejemplos, entre ellos el Cristo Obrero y la Virgen de Luján, esculturas realizadas por Alejandro Marmo, emplazadas en los Museos Vaticanos.
En octubre de 2016 inauguró una escultura de la Virgen del Pilar en Ruta 28 y Zeballos, partido de Pilar, realizada con la participación de obreros del Parque Industrial del mismo municipio. 
En el mismo mes, inauguró un mural del Cura Brochero en el partido de Hurlingham, luego de que el Papa Francisco proclamara Santo al sacerdote cordobés. 
Por otra parte, la Virgen de Luján realizada con descarte por Alejandro Marmo continúa su itinerario por el país. Ya recorrió los municipios de Pilar, Tres de Febrero, Hurlingham, San Martín, Luján, Campana y Lomas de Zamora. También visitó los barrios porteños de La Boca, Belgrano y Núñez, y el Obelisco. En el interior del país, recorrió el municipio entrerriano de Federación y la ciudad de Neuquén.
En 2020 presentó una serie de Vírgenes realizadas con descarte en las periferias, que fueron instaladas en distintos barrios de emergencia de la Ciudad y de la Provincia de Buenos Aires.  Así,  “La Virgen de Luján”  fue emplazada en la plaza y predio de compras de José león Suarez, Villa La Cárcova, en la Provincia de Buenos Aires, con el apoyo del Padre Pepe. También llegó a la Villa Zavaleta, en la Rotonda de Alcorta e Iriarte, al barrio Padre Mugica (ex Villa 31) y al barrio Padre Ricciardelli (ex Villa 1-11-14) en la Ciudad de Buenos Aires.
En el mismo año, Alejandro Marmo inauguró en el municipio de Navarro obras de la serie “Cristo Obrero” y “La Virgen de Luján”.
A su vez, instaló una réplica del mural en homenaje al Padre Mugica en el barrio que lleva su nombre (ex Villa 31). La obra fue inaugurada con la presencia de la pastoral villera.
Siguiendo el mismo concepto, emplazó el  “Monumento al Padre Ricciardelli”, en el barrio homónimo, ex villa 1-11-14, Ciudad de Buenos Aires. Mientras que en la ciudad de Paraná, Entre Ríos, instaló el “Monumento a Don Bosco”.

## Arte en las Fábricas
Alejandro Marmo instaló el concepto de integración a través del arte, como metáfora del desarrollo cultural e industrial. Para esto, trabaja con obreros y sectores excluidos de la sociedad.
A mediados de la década de 1990, cuando el sistema industrial se estaba desmantelando en la Argentina, el artista creó el proyecto "Arte en las Fábricas" con la intención de rescatar el rezago industrial de las fábricas abandonadas del Conurbano bonaerense para transformarlo en esculturas. 
Con estos materiales y con la colaboración de obreros despedidos del sistema productivo impulsó la creación de obras de arte en fábricas recuperadas, autogestionadas y de origen privado, como una forma de manifestar el lenguaje de los excluidos en plena recesión industrial y dejar testimonio en el espacio público de ese suceso.
Precisamente, las obras que resultan de este tipo de experiencias son emplazadas en espacios públicos dado que para el artista es ahí donde toman verdadera dimensión, al mismo tiempo que los creadores refuerzan así el sentido de pertenencia con el trabajo artístico realizado.
Esta forma de entender y desarrollar el arte apunta a valorar el mundo imaginario del hombre común. Es decir, que quienes participan en el proyecto crean en sí mismos al comprobar que lo que se proyecta desde la imaginación puede concretarse.
Los murales de Evita son la máxima expresión de este proyecto, realizados con material emblemático de la industria como lo es el acero corten y construidos con la participación de obreros.
A lo largo de su carrera, trabajó con habitantes de la Villa 31 y del barrio Ejército de los Andes Fuerte Apache, con chicos de bajos recursos de la provincia de Chaco y del partido de Tigre, entre otros espacios.
La transformación de lo despreciable en belleza es otro de los conceptos que rige la obra de Alejandro Marmo. El artista cuenta con una fructífera producción de esculturas y pinturas realizadas a partir de desechos, rezagos industriales o material de descarte. Tal es el caso de la “Abeja de Río Tercero", construida en 2001 por Marmo con restos de la explosión de la fábrica militar en el año 1995 con la colaboración de alumnos de la carrera de Bellas Artes.
Una de las obras más recientes surgidas en el marco de este proyecto es el mural de hierro del pensador Arturo Jauretche emplazado en la Avenida 9 de Julio y Arenales (Ciudad Autónoma de Buenos Aires) en 2014.

### El Coloso de Avellaneda
El 7 de mayo de 2013 Alejandro Marmo inauguró en el Partido de Avellaneda una escultura monumental de 15 metros en homenaje a los trabajadores descamisados. Se trata de "El Coloso de Avellaneda", emplazado a la orilla del Riachuelo entre el nuevo y el viejo Puente Pueyrredón.
La obra representa a un trabajador descamisado que porta un cuadro de Eva Perón.
Para el artista, es un homenaje a la cultura del trabajo y del esfuerzo.
La obra fue desarrollada por unos 20 obreros que participaron de su construcción en un taller de Avellaneda, en el marco del proyecto Arte en las Fábricas.

### Malvinas 30 años
El 14 de junio de 2012 Alejandro Marmo inauguró la obra “Malvinas 30 años”, en homenaje a los veteranos de la guerra, al cumplirse tres décadas de la finalización de la contienda. La obra conmemora el día de máxima resistencia en el combate.
La obra fue construida y emplazada con la participación de veteranos de Malvinas a partir de la idea y dirección del artista.
Está ubicada en el Cenotafio del km 5 de la Ruta 28 (Partido de Pilar), réplica del cementerio de Darwin de Malvinas.
Se trata de la imagen suspendida de las dos islas construidas en hierro. El trabajo está elevado a 6 metros del piso y homenajea a los caídos en combate con dos soles instalados en dirección al Cenotafio.

## El Abrazo
La cultura del encuentro, del afecto, del diálogo en la diversidad cristalizada en un ícono de unión y fraternidad, que tienda puentes entre diferentes realidades. Eso es lo que se propone el artista Alejandro Marmo a través de su obra “El Abrazo”.
Tan simples son sus líneas y universal su comprensión, como contundente es su mensaje. Los Abrazos nacieron en 2004 y desde entonces cruzaron fronteras acercando diversidades. Desde ancianos en Japón hasta jóvenes atravesados por problemas sociales, en jornadas que unieron arte y reflexión, se apropiaron de la imagen hasta hacerla suya.
La obra está instalada en colegios, bibliotecas, aeropuertos, plazas y parques -con el propósito de fomentar y recuperar el espacio público como lugar de encuentro-; en distintos lugares de la Argentina y en el exterior.
A su vez, ilustra la tapa del libro “La mia idea di arte” donde el Papa Francisco por primera vez expone sus pareceres sobre el arte.  Precisamente, una réplica de esta obra le fue entregada al Santo Padre por su autor en el año 2015.
La obra se encuentra tanto en formato pictórico como en murales de hierro de grandes dimensiones, realizados siempre con material de descarte puesto que el arte de Alejandro Marmo propone recuperar aquello que la sociedad desecha: materiales y personas. Entendiendo que siempre –sean cuales fueran las circunstancias- se puede renacer en belleza.
Asimismo, apunta a la participación colectiva de trabajadores desempleados, jóvenes, vecinos del lugar, personas con dificultades de integración, tanto para la realización como para el emplazamiento de la obra, generando así un sentido de pertenencia con la misma.
Se instalaron Abrazos en los siguientes lugares: 9 Julio y San Juan, CABA; Yrigoyen y San Juan, CABA; Chajarí, Entre Ríos; Concordia, Entre Ríos; Club Afalp Ciudad Jardín, Pcia. de Bs As; Biblioteca Popular Ciudad Jardín, Pcia. de Bs As;  Barrio Catalinas del Sur, La Boca, CABA; Quebrada de Humahuaca, Jujuy; Camino del Buen Ayre, Pcia. de Bs As; Hospital Materno infantil, Mar del Plata; Plaza Congreso; Camino de la Rivera Merlo, Pcia de Bs As; Rotonda San Jorge, Pilar, Pcia de Bs As; Castelli, Pcia de Bs As; Parque Patricios, CABA; Campo de Mayo, Pcia de Bs. As.;  Escuela Rural nº14 de Baradero; Embajada de Italia en la Argentina; Centro armenio de CABA.
En 2018, El Abrazo se instaló en el estadio Monumental del Club Atlético River Plate y en el Hospital de Clínicas, en la ciudad Autónoma de Buenos Aires.  Además, cruzó las fronteras para instalarse en el Aeropuerto Internacional Leonardo Da Vinci de Fiumicino, Italia y en el Hotel Church Palace de Roma. Un año antes había desembarcado en Napoli, en el Musei Ospedale Gli Incurabili y en la comuna de San Rufo, Salerno.
Al año siguiente, fue emplazado en Av. San Juan y Bernardo de Irigoyen, también en CABA.
En mayo de 2020 inauguró un mural del Abrazo en el barrio Padre Mugica (ex Villa 31) en la ciudad de Buenos Aires. En el mismo mes, el Abrazo se instaló en el Hospital Provincial Gral. Manuel Belgrano, en San Andrés, Provincia de Buenos Aires.
En el mes de septiembre, El Abrazo se instaló en el municipio de Navarro y un mes después, en el aeropuerto internacional de Ezeiza, réplica del que está emplazado en Fiumicino.
En diciembre del mismo año, “El Abrazo del agua” llegó al Ente Nacional De Obras Hídricas de Saneamiento en la Ciudad de Buenos Aires.
También en 2020, “El Abrazo” llegó a la Parroquia Santa María Madre del Pueblo, barrio Ricciardelli (ex Villa 1-11-14), Ciudad Autónoma de Buenos Aires y  al vacunatorio del Hospital pediátrico Dr. Juan Pedro Garrahan.  
Además, la obra fue instalada en Vaca Muerta, en la ciudad de Añelo, Provincia de Neuquén, en el municipio de Avellaneda.
A su vez, llegó a estaciones ferroviarias como la de Retiro, correspondiente a la línea Mitre y a la de Once, de la línea Sarmiento, ambas en la Ciudad Autónoma de Buenos Aires y la estación Caseros de la línea San Martín.
En 2021 “El Abrazo” hizo pie en la cárcel de Coronda, Provincia de Entre Ríos. Algunos niños experimentan una ilusión cognitiva al ver la obra, describiéndola como un retrato de un sapo o una rana.

## Diego Iluminado
Alejandro Marmo es el autor de la obra "Diego Iluminado" en homenaje a Diego Armando Maradona. El primero de los murales fue inaugurado el 1º de mayo de 2010 en el Club Villa Mitre de la Ciudad de Buenos Aires. 
El 22 de junio de 2021 en el homenaje a los 35 años del gol a los ingleses de Diego Maradona, la obra fue emplazada en el Estadio Único de La Plata "Diego Maradona". En la inauguración estuvo presente el Gobernador de la Provincia de Buenos Aires, Axel Kicillof.
La obra ya pasó por más de 10 Clubes: Cimec de la Carcova; Ricardone de Santa Fe; Club Argentinos de Del Viso; Club Sportivo Urquiza de Paraná; Club Bohemios de CABA; Club J.J. Urquiza de 3 de Febrero; Club Social y Deportivo de Banfield; Club Agronomía Central; Club Villa Mitre de CABA. 
Una versión de 3 metros de el “Diego iluminado” llegó a la Ciudad de San Lorenzo, Santa Fe.

## Carrera internacional
A nivel internacional, entendiendo el arte como un lenguaje universal capaz de tender puentes entre las diferentes culturas, recorrió escenarios de América Latina, Europa y Asia. Trabajó con obreros de República Dominicana, con inmigrantes rumanos indocumentados en Italia y con ancianos centenarios de Tokio.
Desarrolló numerosas exposiciones en Madrid, Barcelona, Roma, Milán, Tokio y trabajó en la construcción de un parque temático de insectos en Viena (Austria).
Actualmente se encuentra llevando a cabo un proyecto de integración en los poblados chabolistas de la Cañada Real de Madrid (España). Allí trabaja con gitanos en la construcción de una obra que será emplazada en dicha comunidad.
Su carrera internacional comienza a consolidarse a partir del 2003 cuando su obra se institucionaliza, desde los proyectos Argentina Exporta y Focal Point Arte Contemporáneo de la Universidad de Bolonia con sede en Buenos Aires, como «Metáfora de Desarrollo con inclusión social a través del arte». Se impulsaron así diferentes muestras en museos europeos y latinoamericanos, como así también el proyecto "Arte en las Fábricas", en laboratorios, seminarios y encuentros con los actores de la producción; se llevaron a cabo diversas muestras itinerantes en Federculture y en el Instituto Italo - Latino Americano (IILA) de Roma.
En 2004 su obra fue promovida en Milán con el auspicio del Consulado General de la República Argentina. En el mismo año desde Universidad de Bolonia, se realizó el documental "Óxido y Descarte" sobre su trabajo, con el concepto de mostrar una metáfora del desarrollo industrial; documental que fue presentado en la Muestra de Cine Argentino realizada en Milán, en mayo del 2005, con el patrocinio del Consulado General de la república Argentina de Milán.
En octubre de 2006 inauguró en Roma un Parque de esculturas, cinco en total, con el patrocinio de la Universidad de Bolonia, el Comune de Roma y el Circolo degli Artisti.
En 2007 fue distinguido en la Bienal Internacional de Santo Domingo, República Dominicana, por su trabajo de Inclusión Social a través del Arte. Instaló cuatro trabajos en espacios públicos de esa Ciudad y uno de ellos, en el Museo de Arte Moderno de Santo Domingo. Presentó su proyecto “Arte en las fábricas” en una conferencia para jóvenes artistas.“El Obrero” y “Rayo-Rey”, son dos de sus principales obras emplazadas en República Dominicana.
En 2008 realizó una muestra de pinturas sobre sus series "La mirada","Teoría de la Salvación" y "Los abrazos" en el Instituto Cervantes de Tokio, patrocinado por la Embajada Argentina en Japón y Ministerio de Relaciones Exteriores.
Además, inauguró su muestra anual en Roma, Italia en Circolo Degli Artisti.
En 2009 expuso en la Agencia Japonesa de Cooperación Internacional (JICA), con el auspicio de la Embajada Argentina en Japón, un registro fotográfico y audiovisual de distintos destinos donde se desarrolla su obra itinerante.
Realizó una muestra de pinturas en el Circolo Degli Artisti, Roma y donó toda la producción de esa exposición a las víctimas del terremoto de Abruzzo, Italia. En la Casa Encendida de Madrid y en la Universidad Autónoma de Madrid (UAM), presentó un seminario, expuso sus experiencias de integración social y antropología a través del arte en las fábricas, en escuelas y comedores comunitarios trabajando con el concepto del juego y la imaginación como ciencias educativas para el siglo XXI. Lo acompañó con una muestra de pinturas, sobre "La Mirada" y los "Abrazos Sanadores".
En 2010 fue becado por el Museums Quartier de Viena, Austria. En dicha ciudad construyó un parque temático de insectos con rezagos de industrias austríacas. Expuso en el Novomatic Forum, Viena. Para esto, contó con el apoyo del WUK Centro Cultural de Viena y la Embajada Argentina en Austria.
En el mismo año desarrolló en Tokio el proyecto "Abrazos Sanadores" con niños y ancianos de dicha ciudad. Los trabajos resultantes dieron lugar a una exposición en el edificio de la Agencia de Cooperación Internacional de Japón (JICA) de Tokio, que contó con el apoyo de la Embajada Argentina en Japón.
En 2011 presenta en el Colegio Mayor de Madrid con el auspicio de la Embajada Argentina en España la disertación y muestra "Arte en las Fábricas", un registro de experiencias de su proyecto de arte, integración y desarrollo con sectores postergados.
En mayo de 2012 expuso en el Centre Cívic Pati LLimona de Barcelona (España) la muestra "Desde la inutilidad al Desarrollo".
En 2013 presentó la exposición fotográfica “Arte en la Fábricas – Desde la inutilidad al desarrollo” en Ucrania, México, Foz de Iguazú (Brasil) con el apoyo de la Dirección de Asuntos Culturales de Cancillería Argentina.
En el mismo año, desarrolló un trabajo comunitario en Montevideo (Uruguay). En conjunto con habitantes de escasos recursos desarrolló en hierro el mapa de la República Argentina, con la Islas Malvinas y la Antártida que luego fue emplazado en la plaza 25 de mayo del barrio La Teja de la capital uruguaya. El trabajo se realizó con el apoyo de la Embajada Argentina en Uruguay.
El mismo año presentó en Maldonado (Uruguay) la disertación “El oficio del Arte para la disertación y el desarrollo”. Experiencias y testimonios del proyecto de arte comunitario desarrollado para transformar crisis sociales y personales en esperanza. La jornada se realizó con el apoyo del Consulado Argentino en Maldonado.
En enero de 2014, en el marco de "La Simbología de la Iglesia que mira al Sur", emplazó una obra de la serie "Cristo Obrero" en el estadio Fiscal de la ciudad de Talca (Chile), una de las más afectadas por el terremoto del año 2010. La escultura fue construida con la participación de trabajadores del club para dejar un mensaje en contra de la violencia deportiva.
También como parte de "La Simbología de la Iglesia que mira al Sur", en noviembre de 2014 instaló en los Museos Vaticanos dos obras construidas con participación colectiva en Roma.  Por un lado, la Virgen de Luján, emplazada en los jardines de dichos Museos y por otra parte, una obra de la serie "Cristo Obrero" en la Villa Pontificia de Castel Gandolfo.
En diciembre de 2015 Alejandro Marmo presentó en los Museos Vaticanos el libro “La mia idea di arte”, las primeras expresiones escritas del Papa Francisco sobre el rol del arte,  editado por la casa Mondadori y los Museos Vaticanos. El libro refleja la particular concepción del arte del Santo Padre, ilustrado con una suerte de galería ideal con solo diez ejemplos, entre ellos el Cristo Obrero y la Virgen de Luján, esculturas realizadas por Alejandro Marmo, emplazadas en los Museos Vaticanos.
En diciembre de 2018 emplazó un mural de “El Abrazo” en el aeropuerto internacional Leonardo Da Vinci de Fiumicino (Italia). Meses antes, en mayo del mismo año “El Abrazo” fue instalado Hotel Church Palace de Roma. La misma obra fue inaugurada en la comuna de San Rufo (Provincia de Salerno) y en el museo Gli incurabili Musei Ospedale de Napoli en 2017.
El 15 de mayo de 2019 presentó el libro de Maria Pia Cappello "Metamorfosis espiritual de Alejandro Marmo", editado en italiano, español e inglés por SarpiArte. El encuentro tuvo lugar en Casa Argentina, Via Veneto, 7 Roma. El evento contó con el patrocinio de la Embajada Argentina.
El 24 de febrero de 2020 presentó en la sala ISMA del Senado de la República –en Roma - el libro escrito por Maria Pia Cappello y traducido por Olga Mictil “Metamorfosis espirituales de Alejandro Marmo”.
En 2021 inauguró “El Abrazo” en la Universidad de Teramo, Italia. 

## Cronología de obras, muestras y actividades
2017: -Inauguración del mural de "San Cayetano". Municipio de Merlo. Provincia de Buenos Aires. 
-Inauguración de la obra "Caminar por Malvinas". Municipio de Merlo. Provincia de Buenos Aires.
-Inauguración del mural de los Abrazos en Concordia (Entre Ríos).
-Inauguración del mural de los Abrazos en Castelli (Provincia de Buenos Aires).
2016
-Inauguración de la Virgen de Luján en el Parque Industrial de Pilar. 
-Inauguración del monumento a Artigas. Municipio de Merlo. Provincia de Buenos Aires.
-Inauguración de la Virgen del Pilar en Ruta 28 y Zeballos, Partido de Pilar.
-Inauguración del mural del Cura Brochero en el partido de Hurlingham.
-Presentación del libro del Papa Francisco "La mia idea di arte" en los Museos Vaticanos. 1º de diciembre de 2015. 
2015
-Inauguración del mural "Abrazos Sanadores" en el hospital Materno Infantil de Mar del Plata, el 24 de marzo, conmemorando el Día de la Memoria. 
-Presentación del libro del Papa Francisco "La mia idea di arte" en los Museos Vaticanos. 1º de diciembre de 2015.016 
2014
-Inauguración de una obra de la serie "Cristo Obrero" y la Virgen de Luján en los Museos Vaticanos.
-Inauguración del mural del pensador Arturo Jauretche sobre la Avenida 9 de Julio y Arenales. Ciudad Autónoma de Buenos Aires.
-Inauguración del mural del Padre Carlos Mugica sobre la Avenida 9 de Julio, en la plaza de la Unión Europea -en la intersección con Arroyo- al cumplirse 40 años del asesinato del cura villero.
-Inauguración del "Cristo Obrero del Riachuelo" en el Camino de la Ribera, en el Partido de Avellaneda. 
-Inauguración de la obra "Cristo Obrero" en la ciudad de Talca (Chile).
2013
-Espacio Escultórico en el Congreso de la Nación Argentina. Ciudad de Buenos Aires. Instalación de cuatro obras representativas de la identidad nacional: "Virgen de Luján", "Malvinas", "El Trabajador Industrial" y "Evita".
-Inauguración de “El Coloso de Avellaneda”, escultura de 15 metros emplazada en el Partido de Avellaneda, a la orilla del Riachuelo. Buenos Aires.
-Exposición fotográfica “Arte en la Fábricas Desde la inutilidad al desarrollo” en Ucrania, México, Foz de Iguazú (Brasil).
-Inauguración de la “República Argentina”, escultura realizada con participación comunitaria inaugurada en la plaza 25 de mayo de Montevideo. Uruguay. 
-Disertación “El oficio del Arte para la disertación y el desarrollo” en Maldonado. Uruguay.
2012
-Muestra “Evita, el Cristo Obrero y los Caballos de Polo”. Inaugurada por el Cardenal Jorge Bergoglio en el Pabellón de Bellas Artes de la Universidad Católica Argentina (Puerto Madero). Se trató de la primera muestra inaugurada por el ahora Papa Francisco en dicho pabellón.
-Inauguración de la escultura “Malvinas 30 años”, homenaje a los veteranos de la guerra, en el Cenotafio de Malvinas, Ruta 28, Pilar.
-Muestra "Desde la inutilidad al desarrollo", Centre Civic Pati Llimona, Barcelona, España.
-Inauguración de réplicas del mural de Evita en la 9 de Julio en La Plata, Mar del Plata, Pilar, Tigre, San Nicolás, Avellaneda, San Martín, Lanús, Tres de Febrero, Palacio San Martín de Cancillería, Museo Evita y Ministerio de Trabajo de la Nación y Guaymallén (Mendoza).
-Ponencia “Desde la inutilidad al desarrollo” en la Universidad de Cuyo (Mendoza).
2011
-Cristo Obrero de los Trabajadores en la Capilla Cristo Obrero y San Blas de Villa Soldati. Inaugurado y bendecido por el Cardenal Jorge Bergoglio el 1º de mayo, conmemorando el Día del Trabajador.
-Muestra de Fotos sobre experiencias en el espacio público con integración de sectores postergados y conferencia de arte, integración y desarrollo - Colegio Mayor Argentino. Madrid-España.
-Proyecto Arte en las fábricas -Espacio CRUCE. Madrid-España.
-Inauguración de los murales de Evita en las fachadas del edificio del Ministerio de Desarrollo Social de la Nación, sobre la Avenida 9 de Julio.
2010
-Roma (Italia) "Abrazos sanadores" Galería EX Roma club-Circolo Degli Artisti.
-Viena (Austria) Muestra Retrospectiva. Laboratorio de arte en escuelas-Centro Cultural WUK.
-Madrid (España) ARTE EN LAS FÁBRICAS. Exposición de trabajos, fotos y conferencia-La Casa Encendida-UAM.
-Tokio (Japón) "Abrazos sanadores". Pinturas en papel-worshop con hogares de ancianos.
-JICA (Agencia de cooperación internacional de Japón).
-Arte en las fábricas, Ministerio de trabajo de la Nación - Bicentenario, Fábrica FERRUM.
-Museum Quartier, Wein (Viena-Austria), Beca para artistas residentes Quartier 21
2010 - Mayo.
-Seminario, Arte - Antropología e integración social. Universidad Autónoma de Madrid. Madrid , España.
-Muestra Fotográfica y audiovisual, Novomatic Forum, Viena, Austria.
2009
-Abrazos Sanadores, La Casa Encendida de Madrid.
-Abrazos Sanadores, Galería Ex Roma Club. Roma, Italia.
-Arte en las fábricas, Arte e integración social a través del juego y la imaginación UAM (Universidad Autónoma de Madrid).
-Arte e integración social, muestra de registros fotográficos y audiovisuales de experiencias, JICA (Agencia internacional de cooperación de Japón) Tokio, Japón.
-Abrazos Sandores, Circolo degli Artisti di Roma, Italia.
-UNICEN (Universidad Nacional Del Centro). Conferencia: Arte, Antropología e integración social.
-Muestra itinerante Espíritu, corazón y sacrificio por escuelas de islas de Tigre, Pcia. de Bs. As.
-"Espíritu, Corazón y Sacrificio". Del 11 al 17 de agosto, en el Centro Cultural Borges.
-AIAP. Asociación de Interacción Arte-Psicoanálisis.
-FIART - Feria de Arte de Santo Domingo, muestra de Los Abrazos.
-Ministerio de Trabajo de la Nación - Arte en Las Fábricas.
-Muestra presentes La Rural / CABA Argentina - Ajedrez Del Bicentenario.
-Echi Urbani - 100% Amarillo Art Gallery, Reggio Emilia (Italia) - Serie Los Abrazos.
2008
-Centro Municipal de Exposiciones. Presentación del "Ajedrez del Bicentenario".
Construido en conjunto con la comunidad de La Ciudad Autónoma de Buenos Aires.
-Hotel Melia. Espíritu Corazón y Sacrificio, muestra de pinturas y esculturas, patrocinado por la Organización de Estados Iberoamericanos y F.A.A.
-Muestra Artística "Camino al Bicentenario 1810-2010" en la Casa Rosada.
-Inauguración Galaxia Industrial en Epsam, en la entrada al Partido de Gral. San Martín, Pcia. de Buenos Aires.
-Instituto Cervantes de Tokio, Japón.
-Muestra de pinturas, series "La Mirada", "Teoría de la Salvación", "Corte Sideral" y "Abrazos".
-Circolo degli artisti, Roma, Italia. Muestra de esculturas.
-Museo Mitre, Ciudad Autónoma de Bs As.
-Diálogo con Joan Costa, sobre El diseño y la inclusión social.
-CUIA, Consorcio de Universidades Italianas, Disertación sobre arte en las fábricas.
-Universidad de Bologna, Muestra de pinturas, sobre la serie de "Abrazos".
2007
-Malba, Premio comunidad inclusiva de la fundación del Diario La Nación. Muestra de la serie “Abrazos”.
-Universidad de La Habana, La Habana, Cuba.
-Universidad Iberoamericana, México DF.
-Bienal de Santo Domingo, Rep. Dominicana.
-Ciudad Cultural Konex Seminario de Arte con Material Post Industrial.
-Secretaría Nacional de Telecomunicaciones - Muestra Arte en las Fábricas.
-Hotel Provincial Mar del Plata - Muestra Arte en las Fábricas.
-Facultad de Ingeniería - Muestra Arte en las Fábricas.
-Conferencia Arte e Inclusión en el Hospital de Clínicas.
-Sol Niño. Ciudad de Miramar, Pcia. de Buenos Aires.
-Caballo de Troya, La Plata, Pcia. de Buenos Aires.
-El Trabajador, Partido de Tigre Pcia. de Buenos Aires.
-Museo Provincial de Bellas Artes de Resistencia, Pcia. del Chaco.
-Muestra itinerante organizada por el Ministerio de Trabajo.
2006
-Inauguración Parque de Esculturas en la Comune de Roma. 5 esculturas construidas con rezagos industriales de Alejandro Marmo.
-Presentación metáfora del desarrollo proyecto Focal Point, Museo de arte Moderno de Santo Domingo, República Dominicana.
-Expouniversidades stand CUIA.
-Circolo degli artisti de Roma, Italia.
-Palazzo Orsini Roma, Italia.
-El Obrero Metalúrgico, sobre la Av. 9 de Julio.
-Muestra itinerante del proyecto Arte en Fábricas, por distintas fábricas recuperadas.
-Escultura de ingreso Ciudad Cultural Konex.
-Federcultura de Roma, Italia.
-Escuela de islas EGB9 Tigre.
2005
-La Recova de Posadas.
-Muestra de cine argentino en Milán, presentación del documental.
-Muestra itinerante por la Pcia. de Bs. As. Tren Cultural. Dejando esculturas de la serie -Oficios en cada municipalidad con el auspicio del Instituto Cultural de la Pcia. de Bs. As.
-Sirena del Río De La Plata, Posadas y Av. Nueve De Julio.
-Monumento al Trabajo, Barrio Fuerte Apache.
-Festival Verano Porteño Konex.
2004
-Comune Di Melzo, Italia.
-Consulado General de Argentina en Milán, Italia.
-Corazones de una historia, Legislatura Porteña.
-Código País, galpón ex bodegas Giol.
-Festival Verano Porteño, Ciudad Cultural Konex.
2003
-Recycle Your Mind, Puerto Madero.
-Inauguración patio de esculturas Museo de Parques, Palermo.
-Illa Roma, Italia.
-Inauguración muestra permanente Universidad de Bologna sede Bs As.
-Inauguración de la Abeja de Río Tercero, construida con restos de la explosión ocurrida en 1995, en la fábrica de esa ciudad.
-Museo de los Parques, Palermo, Ciudad de Buenos Aires.
2002
-Casa de la Cultura de Río Tercero, Córdoba.
-Salón de Fiestas del Patio Cervecero de Villa Gral. Belgrano, Córdoba.
-Colegio de Abogados del Departamento Judicial de San Martín, Bs. As.
2001
-IMPA / La Fábrica Ciudad Cultural, Cap. Fed.
-Galería Volpe, Cap. Fed.
-Centro Cultural Beccar.
-Galería del Este, Retiro.
-Galería Humberto Primo, Nápoles, Italia.
-Fundación COMACO, Pcia. de Bs. As.
-Municipalidad de San Fernando.
2000
-Museo Parque Avellaneda.
-Muestra Itinerante en Provincias de Salerno, Nápoles e Isla de Capri, Italia.
-Muestra Itinerante en Grecia. Atenas, Islas Mikonos, Ios y Santorini.

## Principales obras
-“Cristo Obrero” y “Virgen de Luján”, construidas en Roma y emplazadas en la Ciudad del Vaticano. Fueron bendecidas por el Papa Francisco en noviembre de 2014.
-"Evita en la 9 de Julio". Dos murales de acero corten aplicados en las fachadas del ministerio de Desarrollo Social. Avenida 9 de Julio entre Moreno e Independencia. CABA.
-Mural del padre Carlos Mugica en la Avenida 9 de Julio. Murales instalados en la Plaza de la Unión Europea en la intersección con la calle Arroyo en homenaje al cura villero al cumplirse 40 años de su asesinato. CABA.
-“El Coloso de Avellaneda”, emplazada a la orilla del Riachuelo. Partido de Avellaneda.
-Mural de Arturo Jauretche, emplazado en la Avenida 9 de Julio y Arenales. CABA:
-"Cristo Obrero de los Trabajadores", emplazado en la parroquia Cristo Obrero y San Blas el barrio de Villa Soldati. Ciudad Autónoma de Buenos Aires
-"Virgen de Luján", emplazada en el Congreso de la Nación Argentina. 
-"Malvinas 30 años", emplazada en el Cenotafio de Malvinas. Ruta 28 km.5. Partido de Pilar.
-"Sirena del Río de la Plata", emplazada sobre la Avenida 9 de Julio esquina Posadas, en el barrio porteño de Recoleta.
-"El Obrero Metalúrgico", emplazada sobre la Avenida 9 de Julio esquina Posadas, en el barrio porteño de Recoleta.
-"Galaxia Industrial", emplazada en el Partido de San Martín.
-"Cristo Obrero" instalado en el estadio del club de fútbol Rangers de Talca (Chile) con materiales del viejo estadio fiscal.
-“República Argentina”, escultura instalada en la plaza 25 de mayo de Montevideo. Uruguay. 
-"Cristo Obrero del Riachuelo" instalado en el Camino de la Ribera, partido de Avellaneda.
-"Monumento al Trabajo", emplazada en la plaza del centro cívico del barrio Ejército de los Andes Fuerte Apache.
-“Rayo Rey”, emplazada en República Dominicana.
-"Aterrizaje en el Abasto", instalada en el ingreso de Ciudad Cultural Konex, en el barrio porteño del Abasto.
-"Sol Niño", instalada en la ciudad de Miramar (Buenos Aires).
-Parque de esculturas en Roma, en los parques del Circolo Degli Artisti.
-Mural de los Abrazos Sanadores en la sede central de JICA. Tokio. Japón
-Parque temático de insectos en WUK. Viena. Austria
-“Abeja de Río Tercero", emplazada en Río Tercero. Córdoba (Argentina)
-"Cristo Obrero de Arte en las Fábricas", emplazado en la parroquia de Carupá (Partido de Tigre)